# Saint Vincent és a Grenadine-szigetek a 2004. évi nyári olimpiai játékokon
Saint Vincent és a Grenadine-szigetek a görögországi Athénban megrendezett 2004. évi nyári olimpiai játékok egyik részt vevő nemzete volt. Az országot az olimpián 2 sportágban 3 sportoló képviselte, akik érmet nem szereztek.

## Atlétika
Férfi
| Versenyző  | Versenyszám | Előfutam | Előfutam | Előfutam | Elődöntő | Elődöntő | Elődöntő | Döntő   | Döntő    |
| Versenyző  | Versenyszám | Idő      | Hely.    | Össz.    | Idő      | Hely.    | Össz.    | Idő     | Helyezés |
| ---------- | ----------- | -------- | -------- | -------- | -------- | -------- | -------- | ------- | -------- |
| Andy Grant | 800 m       | 1:57,08  | 8.       | 71.      | kiesett  | kiesett  | kiesett  | kiesett | kiesett  |

Női
| Versenyző      | Versenyszám | Előfutam | Előfutam | Előfutam | Negyeddöntő  | Negyeddöntő  | Negyeddöntő  | Elődöntő     | Elődöntő     | Elődöntő     | Döntő        | Döntő        |
| Versenyző      | Versenyszám | Idő      | Hely.    | Össz.    | Idő          | Hely.        | Össz.        | Idő          | Hely.        | Össz.        | Idő          | Helyezés     |
| -------------- | ----------- | -------- | -------- | -------- | ------------ | ------------ | ------------ | ------------ | ------------ | ------------ | ------------ | ------------ |
| Natasha Mayers | 100 m       | 11,45    | 3.       | 32.      | visszalépett | visszalépett | visszalépett | visszalépett | visszalépett | visszalépett | visszalépett | visszalépett |

## Úszás
Férfi
| Versenyző        | Versenyszám | Előfutam     | Előfutam     | Előfutam     | Elődöntő     | Elődöntő     | Elődöntő     | Döntő        | Döntő        |
| Versenyző        | Versenyszám | Idő          | Hely.        | Össz.        | Idő          | Hely.        | Össz.        | Idő          | Helyezés     |
| ---------------- | ----------- | ------------ | ------------ | ------------ | ------------ | ------------ | ------------ | ------------ | ------------ |
| Donnie Defreitas | 50 m gyors  | 27,72        | 4.           | 74.          | kiesett      | kiesett      | kiesett      | kiesett      | kiesett      |
| Donnie Defreitas | 100 m hát   | visszalépett | visszalépett | visszalépett | visszalépett | visszalépett | visszalépett | visszalépett | visszalépett |